# 亞積士 (安大略省)
亞積士（英語：Ajax），又譯艾翟斯，是加拿大安大略省南部杜林區一鎮，位於大多倫多地區東部，離多倫多以東約25（16英里），西面與北面跟皮克靈市接壤，東臨惠特比鎮，南面瀕臨安大略湖。據2016年加拿大人口普查所示，亞積士有119,677名居民。

## 歷史
第二次世界大戰前，現亞積士鎮的範圍原屬皮克靈鄉管轄。二戰爆發後，加拿大以同盟國成員身份參戰，而一家名為國防工業有限公司（Defence Industries Limited，簡稱DIL）的化學品生産商亦於1941年在現亞積士鎮一帶設廠，為盟軍生産砲彈。一個社區隨之在廠房的周邊形成，並以在1939年拉普拉塔河口海戰中成功驅逐德國海軍斯佩伯爵號裝甲艦的三艘盟軍巡洋艦之一，皇家海軍的亞積士號巡洋艦（HMS Ajax）命名。到了1945年，出自DIL廠房的砲彈總數已達四千萬枚，而廠房在全盛時期聘用了超過九千名工人，佔地12平方（5平方英里），並自設食水及污水處理廠，附設學校的學生人數亦超越600人。
戰後大批年輕軍人回國，報讀大專院校的學生人數亦隨之上升。多倫多大學遂租用DIL廠房，並將之改建成班房和實驗室，以容納大批報讀工程系的新生。多大的亞積士校園營運至1949年為止，期間有約七千名學生在此就讀。
亞積士聚落成立後一直未設立地方行政機關。在居民聯署請求下，安大略城鎮委員會於1950年同意將亞積士建制為改善區（improvement district），而省督會同行政局則同時委任三名委員來管治亞積士。在此建制下，亞積士仍隸屬皮克靈鄉，但公共教育和圖書館等市政服務則由亞積士自行負責。到了1953年，居民要求設立民選鎮議會和教育局的呼聲漸高，而城鎮委員會亦同意將亞積士更改建制為鎮。首屆亞積士鎮議會和教育局選舉於1954年12月13日舉行，而亞積士則於1955年正式脫離皮克靈鄉並改制為鎮。
安省政府於1970年代著手改革省内地方行政架構，當中包括將安大略縣南部（包括亞積士鎮）和諾森伯蘭與杜林聯合縣西南部改組成杜林區，並同時將皮克靈鄉部分範圍撥歸亞積士鎮。杜林區於1974年1月1日成立，而亞積士鎮的新界線亦於同日生效，其管轄範圍面積從2,985英畝（1,208公頃）大幅增加至16,729英畝（6,770公頃）。

## 交通
安大略401號省道為鎮内的主要高速公路，呈東西走向橫越亞積士的中南部，並於鎮内設有兩個交匯處。
加拿大太平洋鐵路和加拿大國家鐵路的多倫多至滿地可主鐵路綫皆途經亞積士的中南部，與401號公路平行。維亞鐵路的城際客車駛經亞積士，卻不在鎮内停靠；乘客需在奧沙華或士嘉堡桂活特（Guildwood）火車站上落。GO通勤鐵路的湖濱東綫則於鎮内設站。
鎮内的巴士服務由杜林區公車局提供。該機構於2006年由杜林區内各城鎮的公共交通機構合併而成；在此之前，亞積士的巴士服務從1973年至2001年間由亞積士公車局營運，2001年至2006年間則由亞積士—皮克靈公車局營運。另外，GO運輸公司亦提供通勤巴士路綫服務亞積士。

## 外部連結
- 亞積士鎮政府官方網站